# フォーティテュード・ヴァリー
フォーティテュード・ヴァリー（Fortitude Valley、または単にヴァリー：the Valley）はブリスベン中心部の南東部に接するオーストラリア連邦ブリスベンの郊外区域である。チャイナタウンがあるほか、ナイトクラブやアダルト・エンターテインメントがあることで知られ、ナイトライフの中心地である。以前は犯罪の発生や、多数のホームレスの徘徊により評判が損なわれていたが、評判はその後向上している。
幾つかのクラブ、レストラン、ファストフードの店舗、バンド演奏のための会場などがあるブルンスウィック・ストリート・モールがヴァリーの中心をなす。モールの中にある交番や安全カメラにより、セキュリティーは近年向上している。
ブリスベンで最も急速に拡大する地区として、急速に居住・商業開発が行われている。

## フォーティテュードバレー出身の著名人
- エヴァ・バロウ - 第13代救世軍将軍